# Ieia
|  | Per a altres significats, vegeu «Ieia (desambiguació)». |

El riu Ieia - Ея (rus) - és un riu del krai de Krasnodar i de l'óblast de Rostov, a Rússia, al nord del Caucas.
Té una llargària de 311 km, una conca hidrogràfica de 8.650 km² i un cabal de 2,5 m³/s. Discorre per les terres baixes de Kuban-Priazov. Té un règim bàsicament nival. La seva aigua és lleugerament salada. Durant l'estació estival pot arribar a assecar-se del tot.
Neix de la confluència de dos rius, el Korsun i l'Upodnaia (a la vora del qual es troben Gorkaia Balka i Novi Mir), al nord de Novopokróvskaia. Flueix en direcció oest a través de Ieia, Sovetski, Kalnibolotskaia (on rep el riu Ternovka, on es troba Ternóvskaia, Novoromànovskaia i després va al nord-oest), Krasni Possiólok, Sadovi (una mica abans gira al nord), Nezamaiévskaia, on gira al nord-oest, i Ieia. En aquest punt el riu pren de nou direcció oest per uns kilòmetres passant per Kazatxi (on rep el Plóskaia per la dreta), Krílovskaia (on rep per l'esquerra les aigües del Vessiólaia), Kisliakóvskaia, rep per la dreta el Kavalerka; Novoivànovskoie, Kusxóvskaia (on rep per la dreta el Kugo-Ieia i canvia cap a l'oest), Vostotxni, Pioner, Pervomaiski, Nardeguin, Nàberejni, Krasni, Podxkurinski, Xkurinskaia, Ieiski, Kanélovskaia, rep per l'esquerra el riu Sossika, Iujni, Ielizavétovka, Krasni Dar, Iekaterínovka, Starosxerbinóvskaia i Iéiskoie Ukreplénie.